# La Maîtresse de Gramigna
Pour plus de détails, voir Fiche technique et Distribution.
La Maîtresse de Gramigna (L'amante di Gramigna) est un film italien de Carlo Lizzani sorti en 1969.

## Synopsis
Sicile, 1865. Un paysan, Gramigna, escroqué par le baron Nardò, est contraint de quitter la maison, que le baron a désormais louée à Assunta et à sa fille Gemma. Devenu bandit pour se venger du tort qu'il a subi, Gramigna commence à tuer les courtiers complices de Nardò. Traqué par un escadron de cavalerie piémontaise, il fait irruption dans son ancienne maison et y met le feu. Dans la maison se trouve Ramarro, l'employé du baron et le fiancé de Gemma, qui est venu avec des parents pour le contrat de mariage. Alors que les invités s'enfuient de peur, Gemma part avec Gramigna : elle ne veut pas vraiment épouser Ramarro et a secrètement des sentiments pour le bandit. Ils deviennent rapidement amants et Gemma se cache, partageant avec lui risques et dangers.
Le père de Gramigna se fait tuer. Ramarro, sur les conseils du Baron, tente de surprendre les deux fugitifs en se servant d'un pauvre homme délirant. Le bandit, sentant la supercherie, réagit sauvagement en tuant le fou. Gemma, effrayée par la fureur de Gramigna, s'enfuit. En essayant de rejoindre la maison de sa mère, elle est poursuivie par Ramarro et ensuite bloquée par des hommes de Nardò qui la violent. Dans une confrontation dramatique, Ramarro arme la main de Gemma, qui le tue. Retournant chez sa mère à la recherche d'un abri, elle lui annonce qu'elle a tué Ramarro, mais ne peut ensuite résister à l'appel de Gramigna, qui la reprend. Elle lui avoue les violences qu'elle a subies et Gramigna, désormais désespéré, abandonne Gemma et se rend chez le baron pour achever sa vengeance, mais le trouve agonisant après l'agression des ouvriers, qui se sont finalement rebellés contre ses brimades. Alors que Gramigna se déchaîne sur le corps de Nardò, les soldats piémontais arrivent et le tuent. En dernier lieu, Gemma emporte le corps de Gramigna et l'enterre dans le sol devant sa maison désormais détruite. 

## Fiche technique
- Titre original italien : L'amante di Gramigna[1]
- Titre bulgare : Любовницата на Граминя
- Titre français : La Maîtresse de Gramigna[2]
- Réalisateur : Carlo Lizzani
- Scénario : Carlo Lizzani, Ugo Pirro
- Photographie : Silvano Ippoliti (it), Alfonso Avincola
- Montage : Franco Fraticelli, Alessandro Gabriele
- Musique : Otello Profazio, Carlo Frajese
- Décors : 	Mony Mayer Alagemov, Dino Leonetti, Umberto Campagna
- Costumes : Danilo Donati, Renzo Gronchi
- Maquillage : Otello Fava (it)
- Production : Dino De Laurentiis, Atanas Papadopoulos
- Sociétés de production : De Laurentiis Cinematografica (Rome), Studijaza Igralni Filmi (Sofia)
- Pays de production :  Italie •  Bulgarie
- Langue originale : italien
- Format : Couleur par Technicolor - 2,35:1 - Son mono - 35 mm
- Durée : 108 minutes
- Genre : Drame passionnel
- Dates de sortie :
  - Italie : 29 janvier 1969
  - Bulgarie : 26 juin 1969
  - France : 22 septembre 1971[2]

## Distribution
- Gian Maria Volonté : Gramigna
- Luigi Pistilli : Ramarro
- Ivo Garrani : Baron Nardò
- Stefania Sandrelli : Gemma
- Emilia Radeva (bg) : La mère de Gemma
- Assen Milanov (bg) : Le notaire
- Stizio Mazgalov (bg) : le médiateur
- Stoienka Moutafova : l'entremetteuse
- Vassil Popoliev (bg) : Antonio Orlando
- Peter Slabakov (bg) : Angelo Corleone
- Stoian Stoiciev (bg) : Francesco Spada
- Ivan Penkov (bg)

## Distinction
L'actrice Stefania Sandrelli a reçu pour sa prestation le prix de la meilleure actrice au Festival international du film de Saint-Sébastien.